# Barrage de Saint-Pierre-Cognet
Le barrage de Saint-Pierre-Cognet est un barrage-voûte de France situé sur le cours du Drac, en Isère, au sud de Grenoble. Deuxième des grands barrages en travers du lit de ce cours, d'eau, il forme une retenue longue de près de sept kilomètres.
Il est situé à cheval sur les communes de Saint-Jean-d'Hérans et de Saint-Pierre-de-Méaroz, et à la limite de Châtel-en-Trièves. Les installations d'exploitation et la route d'accès sont sur Saint-Pierre-de-Méaroz, à proximité du hameau de Téton.
Les trois vannes du barrage ont été changées par EDF entre 2016 et 2018.